# Кроуфорд, Джим
Джеймс Кро́уфорд (англ. James Crawford), более известный как Джим Кро́уфорд (англ. Jim Crawford; 13 февраля 1948, Данфермлин, Файф — 6 августа 2002, Тиерра-Верде, Флорида) — британский автогонщик, участник чемпионата мира по автогонкам в классе Формула-1 и серии CART. Чемпион Британской Формулы-1 1982 года.

## Биография
В начале карьеры выступал в «Формуле-Форд», в 1974 году приобрёл шасси «Марч 73В», на котором завоевал вице-чемпионский титул «Формулы-Атлантик». В 1975 году стал тест-пилотом команды чемпионата мира «Формулы-1» «Лотус», дважды стартовал в гонках «Формулы-1», очков не набрал. В 1976 году прекратил участие в гонках и переехал в Швейцарию, где участвовал в различных гоночных программах, организуемых компанией «Тойота». В 1979 году вернулся в гонки в качестве пилота «Формулы-Атлантик», в 1980 году выиграл титул чемпиона Великобритании по автогонкам Формулы-2, на следующий год провёл сезон в европейском чемпионате «Формулы-2», в 1982 году завоевал титул чемпиона Великобритании по автогонкам «Формулы-1» и вице-чемпионский титул серии «Кан-Ам». В 1984 году дебютировал в чемпионате CART, в котором провёл два полных сезона, после чего стартовал только в гонке «Инди 500», не считая участия в 1990 году в гонке CART в Финиксе. После неудачной квалификации перед «Инди 500» 1995 года завершил гоночную карьеру и поселился во Флориде, где в последние годы своей жизни работал капитаном рыболовного судна.

## Результаты гонок в Формуле-1

### Результаты гонок в чемпионате мира
| Легенда к таблице |                                                                    |
| --- | ------------------------------------------------------------------ |
| В таблице перечислены результаты всех Гран-при Формулы-1, в которых принимал участие гонщик. Строками таблицы являются сезоны, столбцами — этапы чемпионата мира. В каждой клетке указаны сокращённое название этапа и результат, дополнительно обозначенный цветом. Расшифровка обозначений и цветов представлена в нижеследующей таблице. |                                                                    |
| \| Пример \| Описание \| \| ------------ \| ------------------------------------------------------------------ \| \| 1 \| Победитель \| \| 2 \| Второе место \| \| 3 \| Третье место \| \| 5 \| Финишировал, заработав очки \| \| Сход \| Не финишировал, но при этом заработал очки \| \| 12 \| Финишировал, не получив очков \| \| НКЛ \| Финишировал, но не попал в финальную классификацию \| \| 15 \| Участвовал вне зачёта, либо по отдельной классификации \| \| 18 \| Не финишировал, но попал в финальную классификацию \| \| Сход \| Не финишировал \| \| НКВ \| Не прошёл квалификацию \| \| НПКВ \| Не прошёл предквалификацию \| \| ДСК \| Дисквалифицирован \| \| ИСК \| Исключён из протокола соревнований \| \| ТТ \| Заявлен для участия только в тренировках \| \| НС \| Участвовал в квалификации, но не стартовал в гонке \| \| Т \| Травмирован или болен \| \| ОТК \| Отказ от участия \| \| НТР \| Прибыл на соревнования, но на трассу не выезжал \| \| НПР \| Был заявлен в числе участников, но не прибыл к началу соревнований \| \| О \| Соревнования отменены \| \| \| Не участвовал \| \| Поул-позиция \| \| \| Быстрый круг \| \| |                                                                    |
| Пример | Описание                                                           |
| 1 | Победитель                                                         |
| 2 | Второе место                                                       |
| 3 | Третье место                                                       |
| 5 | Финишировал, заработав очки                                        |
| Сход | Не финишировал, но при этом заработал очки                         |
| 12 | Финишировал, не получив очков                                      |
| НКЛ | Финишировал, но не попал в финальную классификацию                 |
| 15 | Участвовал вне зачёта, либо по отдельной классификации             |
| 18 | Не финишировал, но попал в финальную классификацию                 |
| Сход | Не финишировал                                                     |
| НКВ | Не прошёл квалификацию                                             |
| НПКВ | Не прошёл предквалификацию                                         |
| ДСК | Дисквалифицирован                                                  |
| ИСК | Исключён из протокола соревнований                                 |
| ТТ | Заявлен для участия только в тренировках                           |
| НС | Участвовал в квалификации, но не стартовал в гонке                 |
| Т | Травмирован или болен                                              |
| ОТК | Отказ от участия                                                   |
| НТР | Прибыл на соревнования, но на трассу не выезжал                    |
| НПР | Был заявлен в числе участников, но не прибыл к началу соревнований |
| О | Соревнования отменены                                              |
| | Не участвовал                                                      |
| Поул-позиция |                                                                    |
| Быстрый круг |                                                                    |

| Сезон | Команда | Шасси     | Двигатель | Ш | 1   | 2   | 3   | 4   | 5   | 6   | 7   | 8   | 9   | 10       | 11  | 12  | 13     | 14  | Место | Очки |
| ----- | ------- | --------- | --------- | - | --- | --- | --- | --- | --- | --- | --- | --- | --- | -------- | --- | --- | ------ | --- | ----- | ---- |
| 1975  | Lotus   | Lotus 72E | Cosworth  | G | АРГ | БРА | ЮАР | ИСП | МОН | БЕЛ | ШВЕ | НИД | ФРА | ВЕЛ Сход | ГЕР | АВТ | ИТА 13 | США | -     | 0    |

## Результаты выступлений в Инди 500
| Год  | Шасси  | Двигатель | Старт               | Финиш |
| ---- | ------ | --------- | ------------------- | ----- |
| 1984 | Теодор | Косворт   | НКВ                 |       |
| 1985 | Лола   | Косворт   | 27                  | 16    |
| 1986 | Марч   | Бьюик     | 26                  | 29    |
| 1987 | Марч   | Бьюик     | Авария перед гонкой |       |
| 1988 | Лола   | Бьюик     | 18                  | 6     |
| 1989 | Лола   | Бьюик     | 4                   | 19    |
| 1990 | Лола   | Бьюик     | 29                  | 15    |
| 1991 | Лола   | Бьюик     | 8                   | 26    |
| 1992 | Лола   | Бьюик     | 21                  | 25    |
| 1993 | Лола   | Шевроле   | 31                  | 24    |
| 1994 | Лола   | Бьюик     | НКВ                 |       |
| 1995 | Лола   | Бьюик     | НКВ                 |       |